# 裸のエウヘニア・マルティネス・バリェホ
『裸のエウへニア・マルティネス ・バリェホ』（はだかのエウへニア・マルティネス・バリェホ、西: Eugenia Martínez Vallejo, desnuda, 英: Eugenia Martínez Vallejo, Naked）は、スペインのバロック期の画家フアン・カレーニョ・デ・ミランダが1680年ごろ、キャンバス上に油彩で制作した絵画である。「怪物」と呼ばれた少女エウへニア・マルティネス・バリェホ (Eugenia Martínez Vallejo) を描いている。裸体姿で、寓意的にギリシア神話の酒の神バッコスを表している。対作品として『着衣のエウヘニア・マルティネス・バリェホ』があり、両作品ともマドリードのプラド美術館に所蔵されている。両作品は非常に好評を博したようで、そのことは数々の複製の存在で証明される。

## 作品
カレーニョは、本作で『バリェーカスの少年』 (プラド美術館) のようなディエゴ・ベラスケスの流れを汲むスペインの肖像画らしい題材を選択し、特殊な身体的または精神的障害を持った人物をモデルとしている。このような作品はスペインの宮中で特に好まれたものであり、本作も国王カルロス2世が専属画家のカレーニョに委嘱したものである。旧王宮 (マドリード)の目録によれば、カレーニョによるこの種の肖像画は多数存在したが、残念ながらほとんどが現存しない。しかし、本作のように現存しているわずかの作品は、カレーニョがベラスケスのように人物たちの肖像にできる限り尊厳を与えようとしたことを示している。

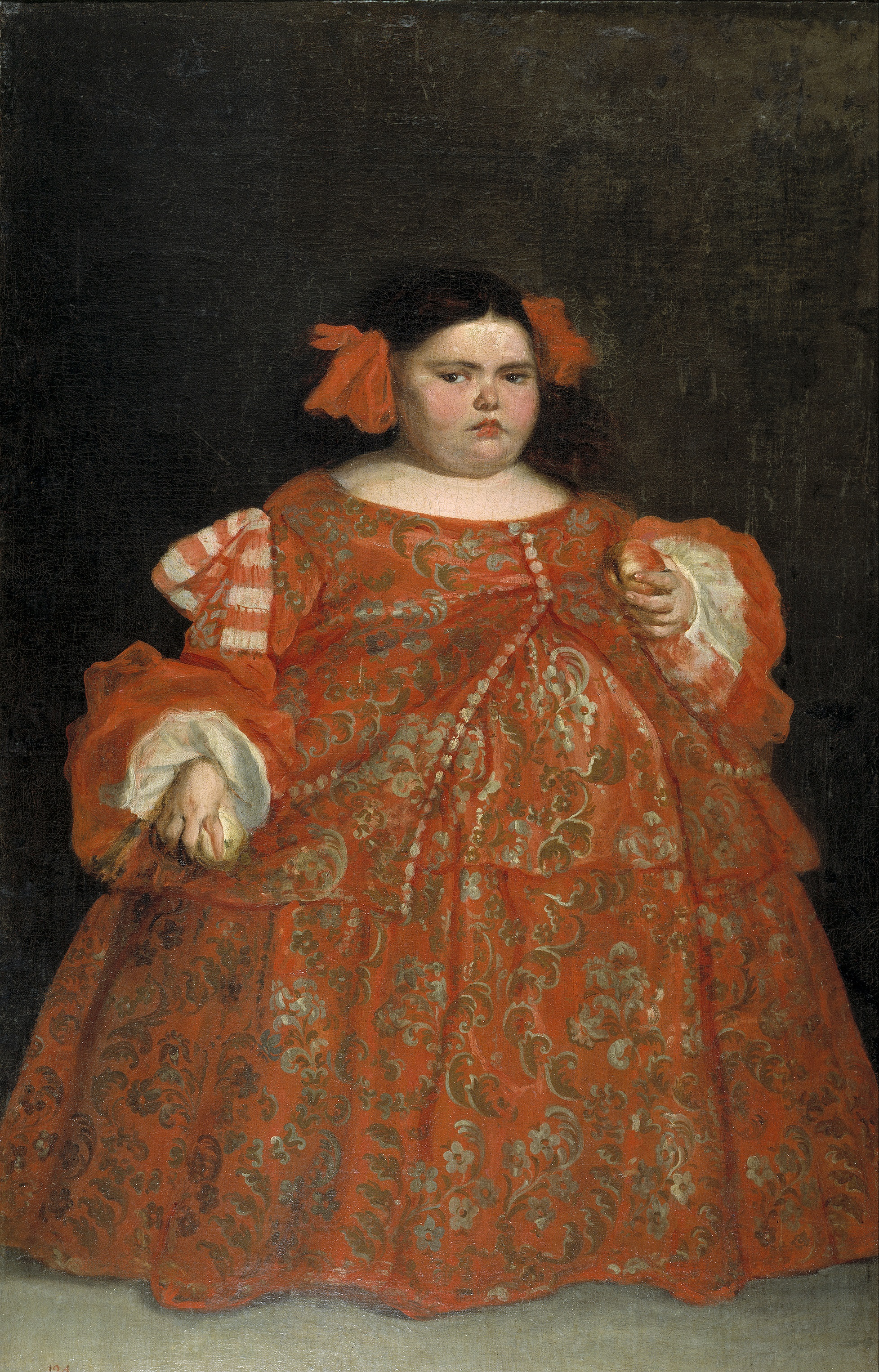
フアン・カレーニョ・デ・ミランダ『着衣のエウヘニア・マルティネス・バリェホ』 (1680年ごろ)、 プラド美術館

女児エウへニア・マルティネス・バリェホは6歳の時点ですでに70キロの体重があり、マドリードのカルロス2世の宮廷に召し出された時には大変な話題となった。彼女の身体は、副腎皮質機能亢進 (クッシング症候群) のようなホルモン分泌の異常によるものと推測される。おそらく、彼女は王家の人々や来客に見られるために宮殿の祝い事や集まりに出席したが、宮廷に住居を与えられて仕官していた人々には含まれていなかったようである。
エウへニアを裸体で表現するために、カレーニョは、本作でスペイン絵画では非常に稀な神話的肖像画という方法を用いた。彼女は無地の背景に置かれ、ブドウの房が載った石の台座によりかかっている。彼女はブドルの蔓、葉、実のついた冠を被り、左手にブドウの房を持っており、その葉が彼女の性器を覆っている。バッコス (またはシレノス) の恰好で、エウへニアはその外見の多くが隠され、ほとんど子供のバッコスの描写と見分けがつかない。
なお、本作の対作品である『着衣のエウヘニア・マルティネス・バリェホ』は、本作の裸体像をより一層際立させる。18世紀のスペイン絵画の巨匠フランシスコ・デ・ゴヤは王室コレクションにあった『裸のエウへニア・マルティネス・バリェホ』と『着衣のエウヘニア・マルティネス・バリェホ』を見た可能性があり、両作品は彼の『裸のマハ』と『着衣のマハ』 (ともにプラド美術館) の先例として指摘されてきた。